# 城堡广场 (潘普洛纳)

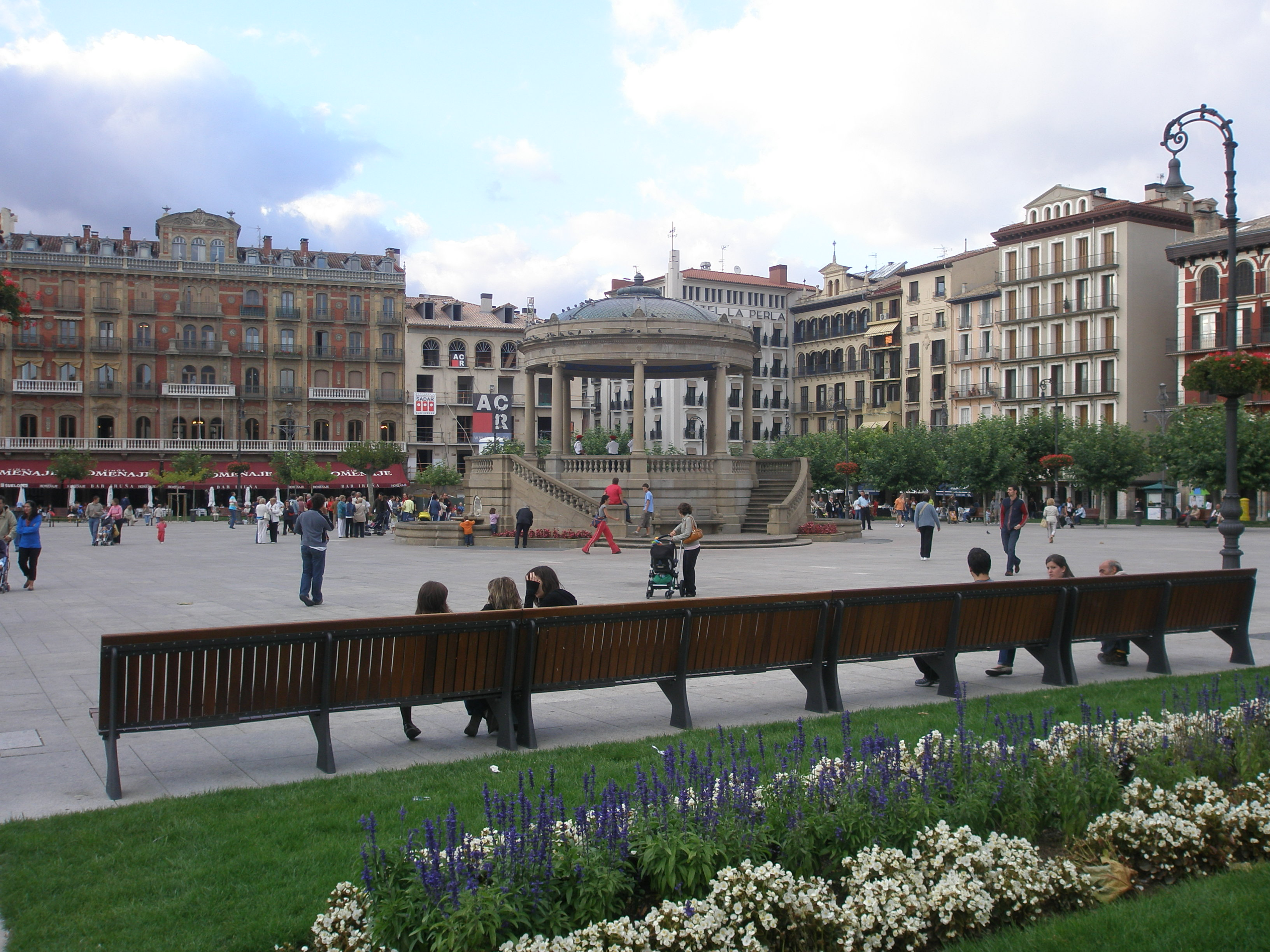
城堡广场

城堡广场（Plaza del Castillo）是西班牙纳瓦拉大区首府潘普洛纳的中心广场，该市的重要活动在此举行，被当地人称为城市的“客厅”。

## 历史
1308和1311年之间，广场中心建立了旧城堡。1513年，斐迪南二世 (阿拉贡)使用旧城堡的石头，重建环绕城市的城墙，位于城内的城堡遂逐渐消失，原址形成一个广场。该广场是由不同时代建筑的结果，所以可以看到各种各样的风格。
1836年，广场南侧的加尔默罗会修道院被没收。在这里，建立了郡议会，和大剧院，均为新古典主义风格。1859年，建立了Perla酒店，现仍开业，为纳瓦拉最古老的一座。1880年和1895年，建立了赌场和咖啡馆。

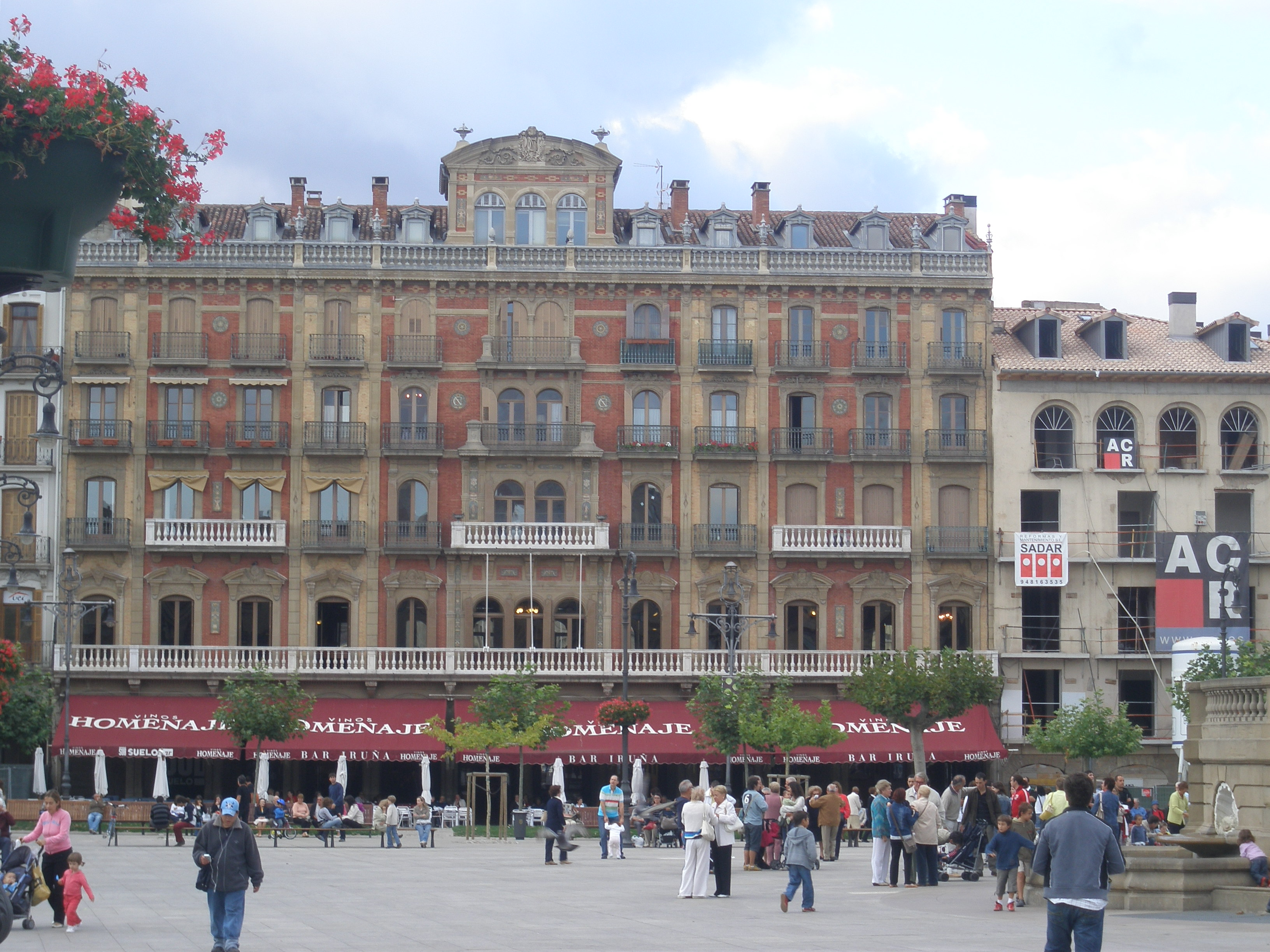
赌场和咖啡馆
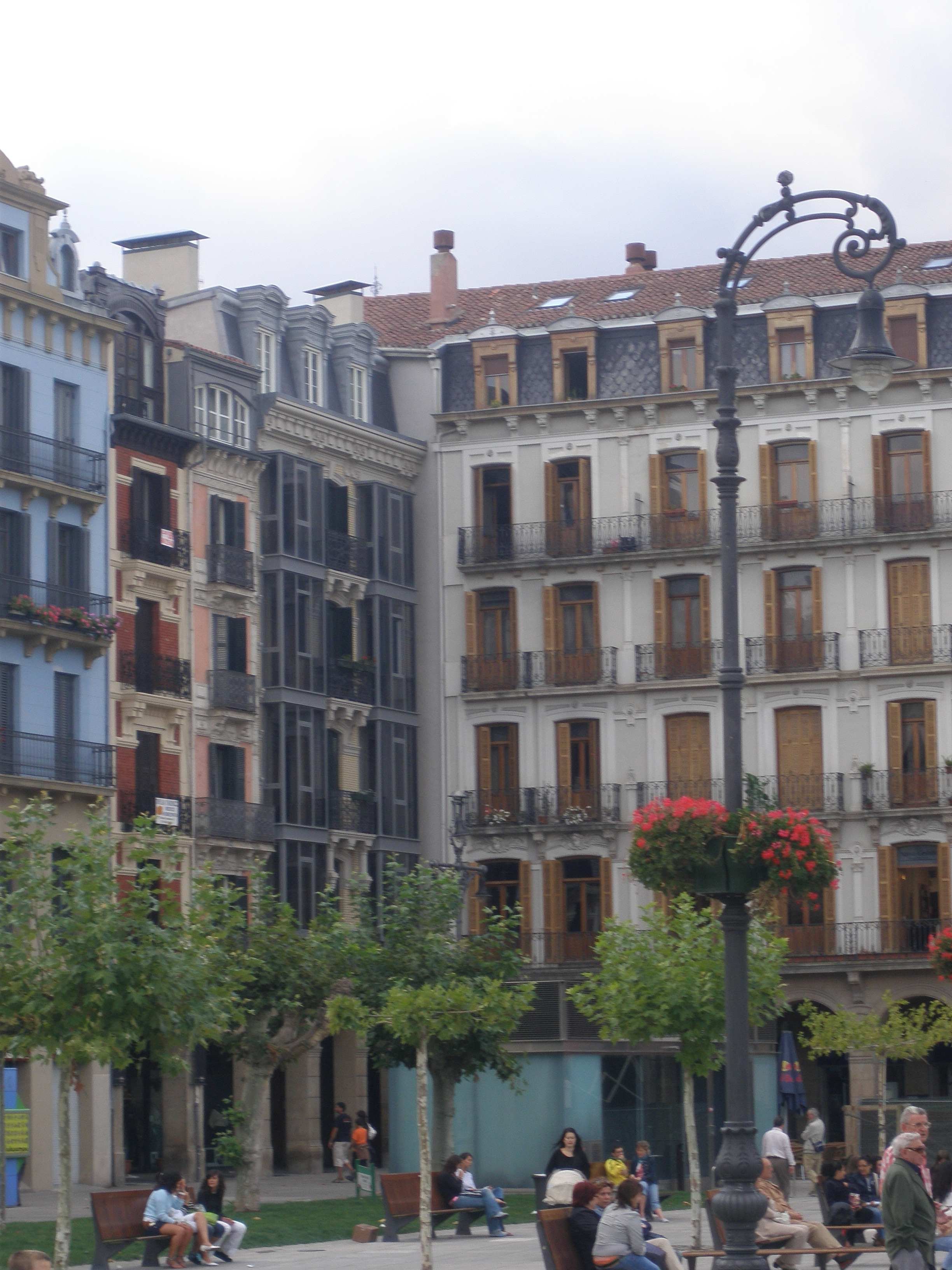
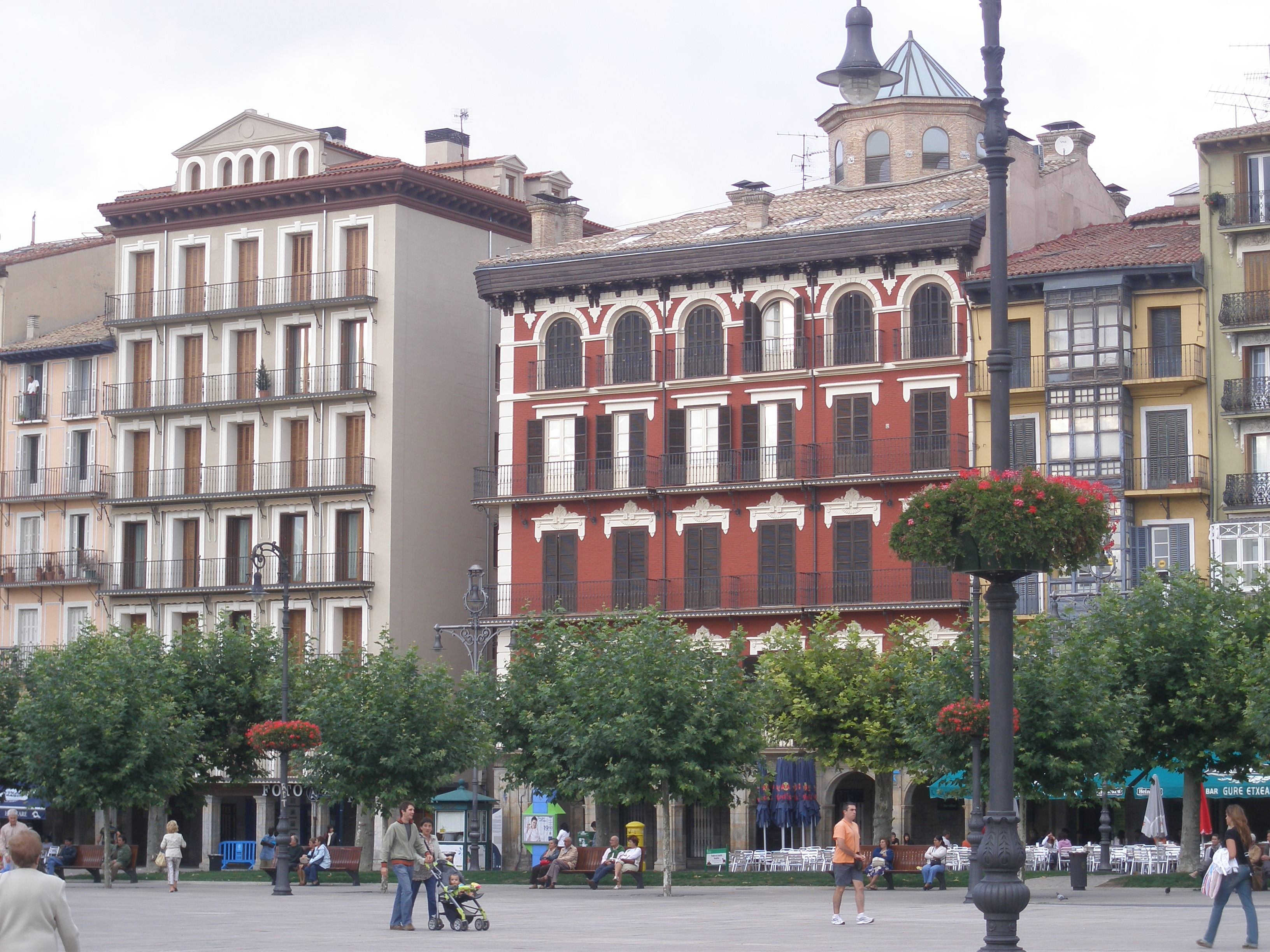
Palacio de Goyeneche, palacio barroco de la Plaza del Castillo
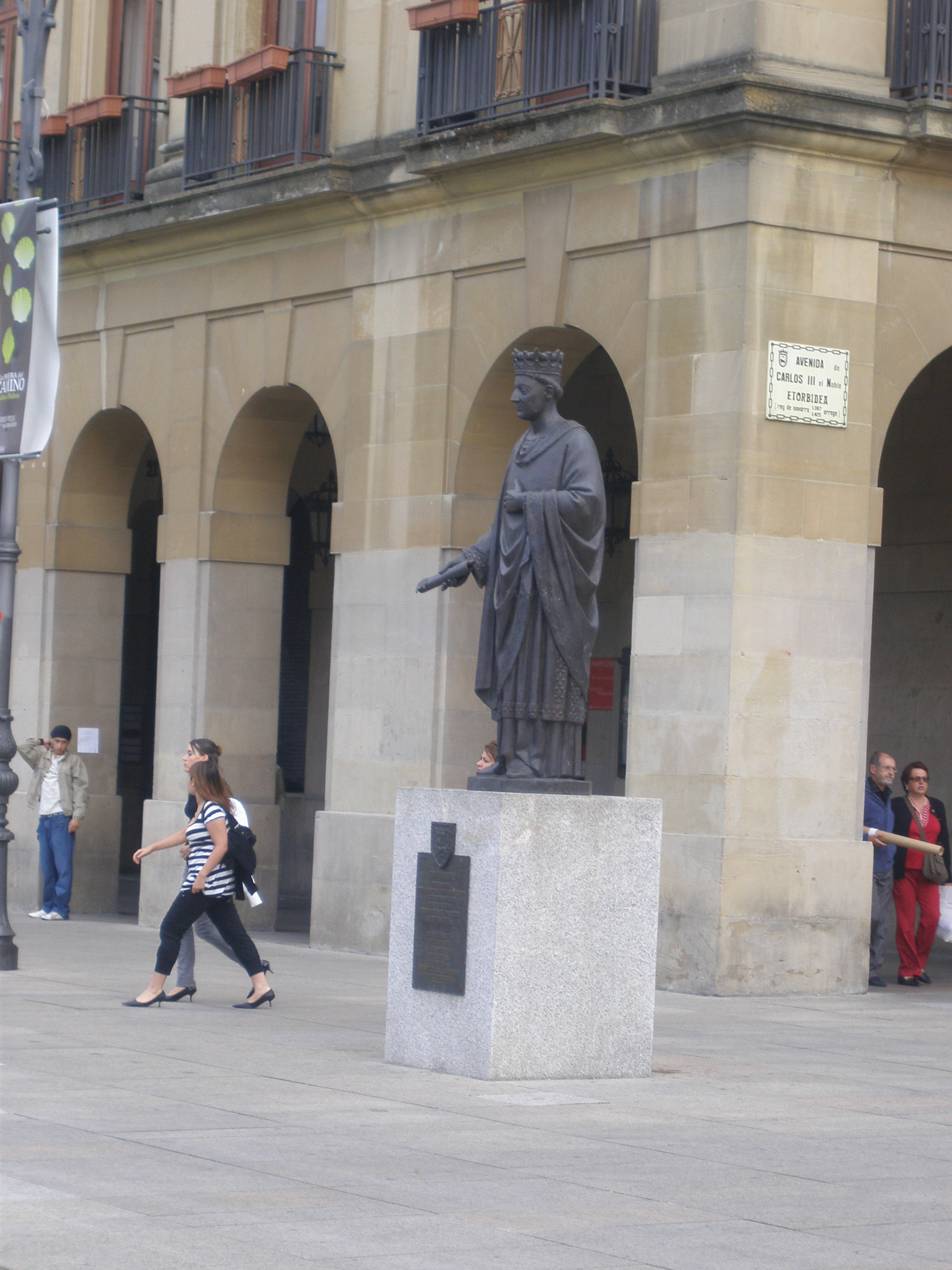
Carlos III el Noble
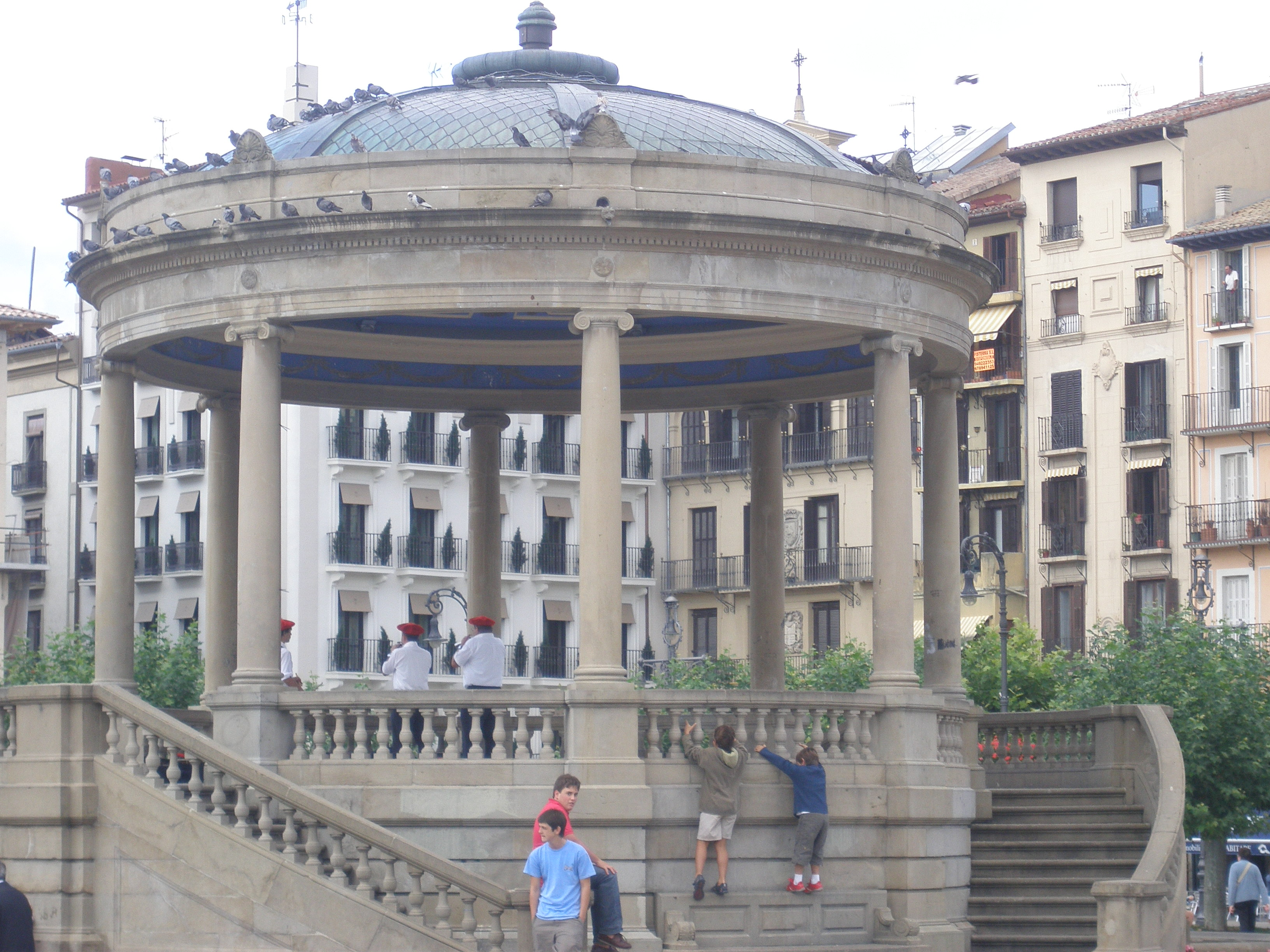
quiosco de Pamplona
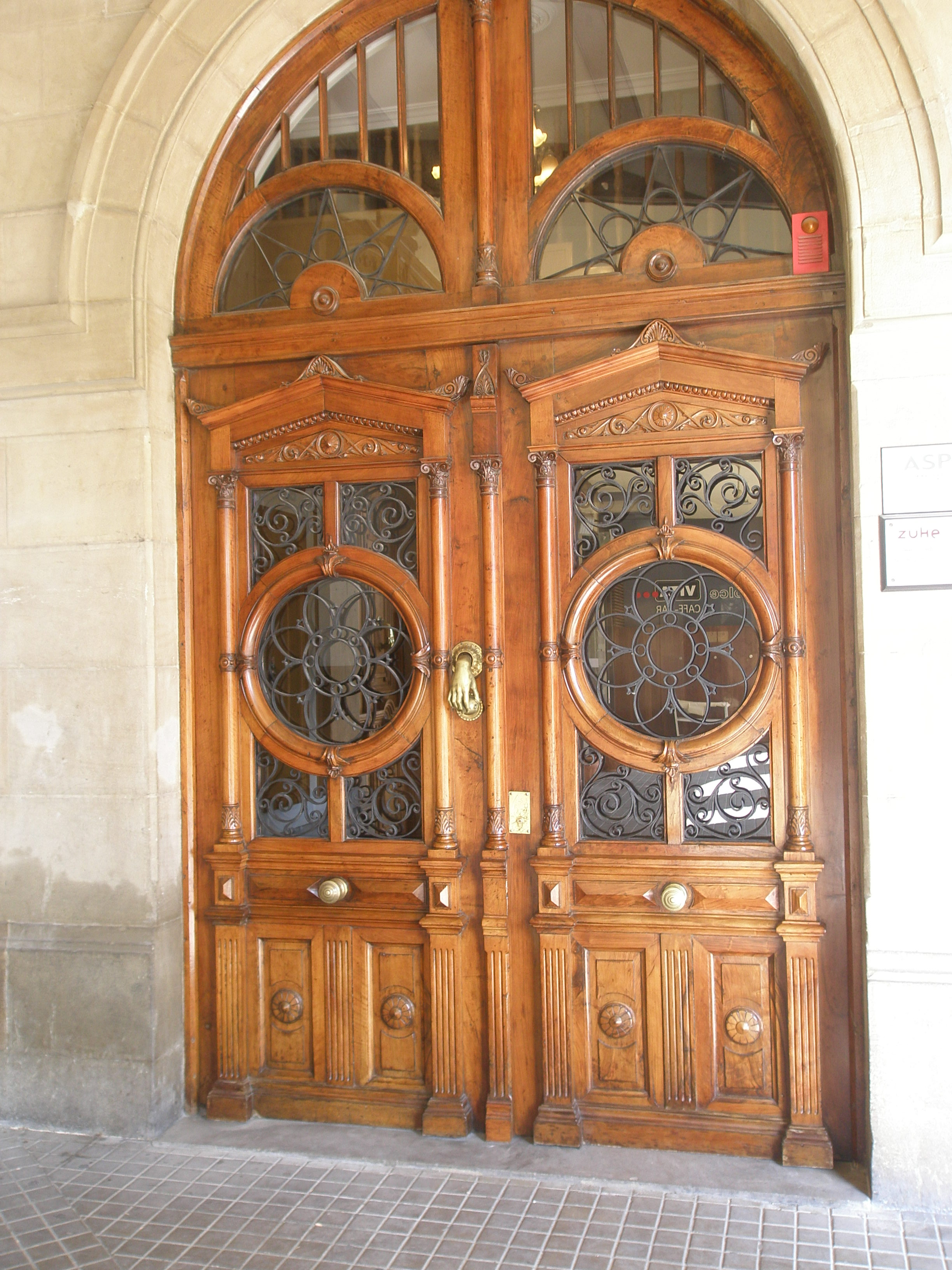
Puerta en la Plaza del Castillo.
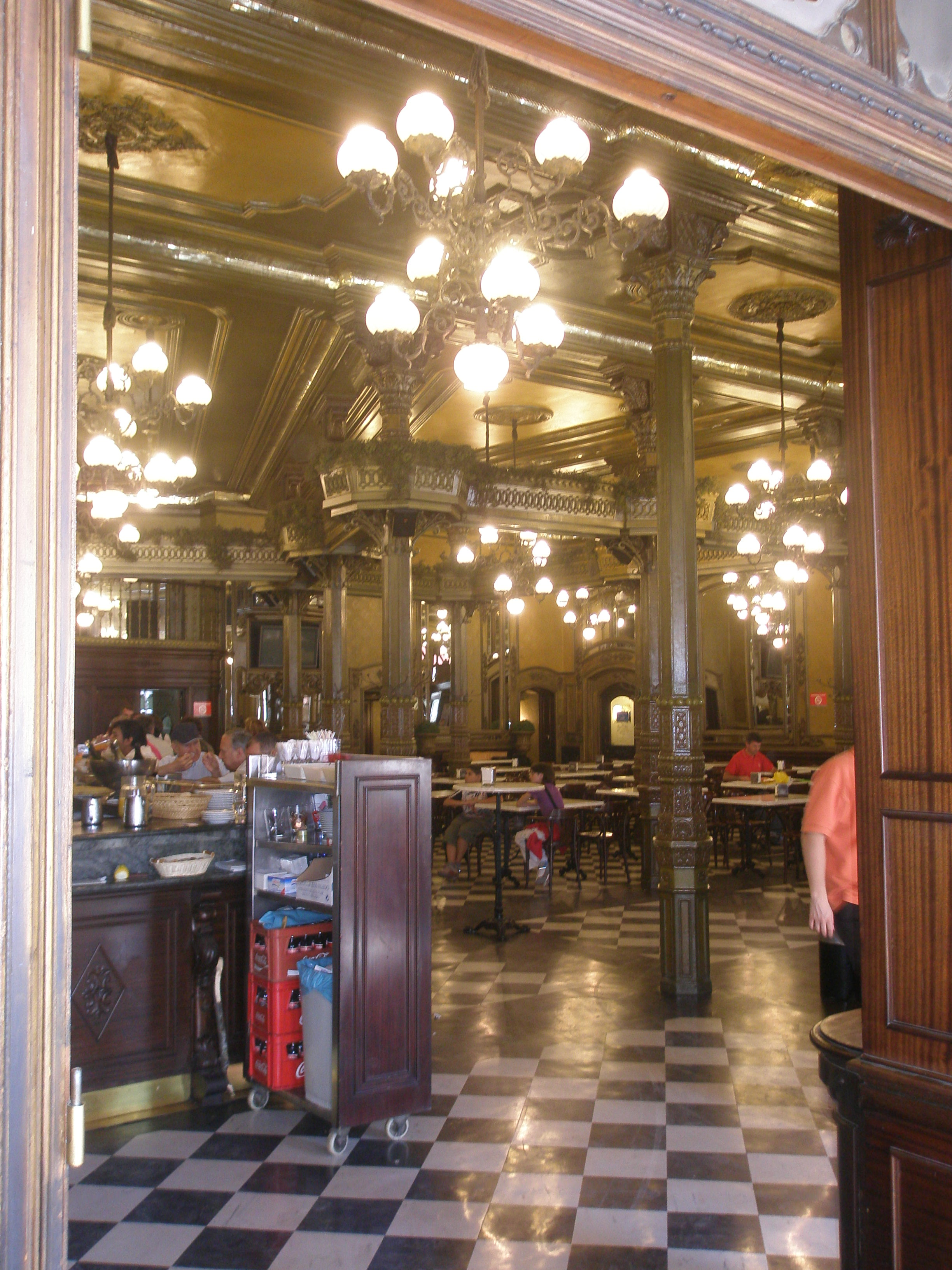
Vista del café Iruña, de los más antiguos de la ciudad.
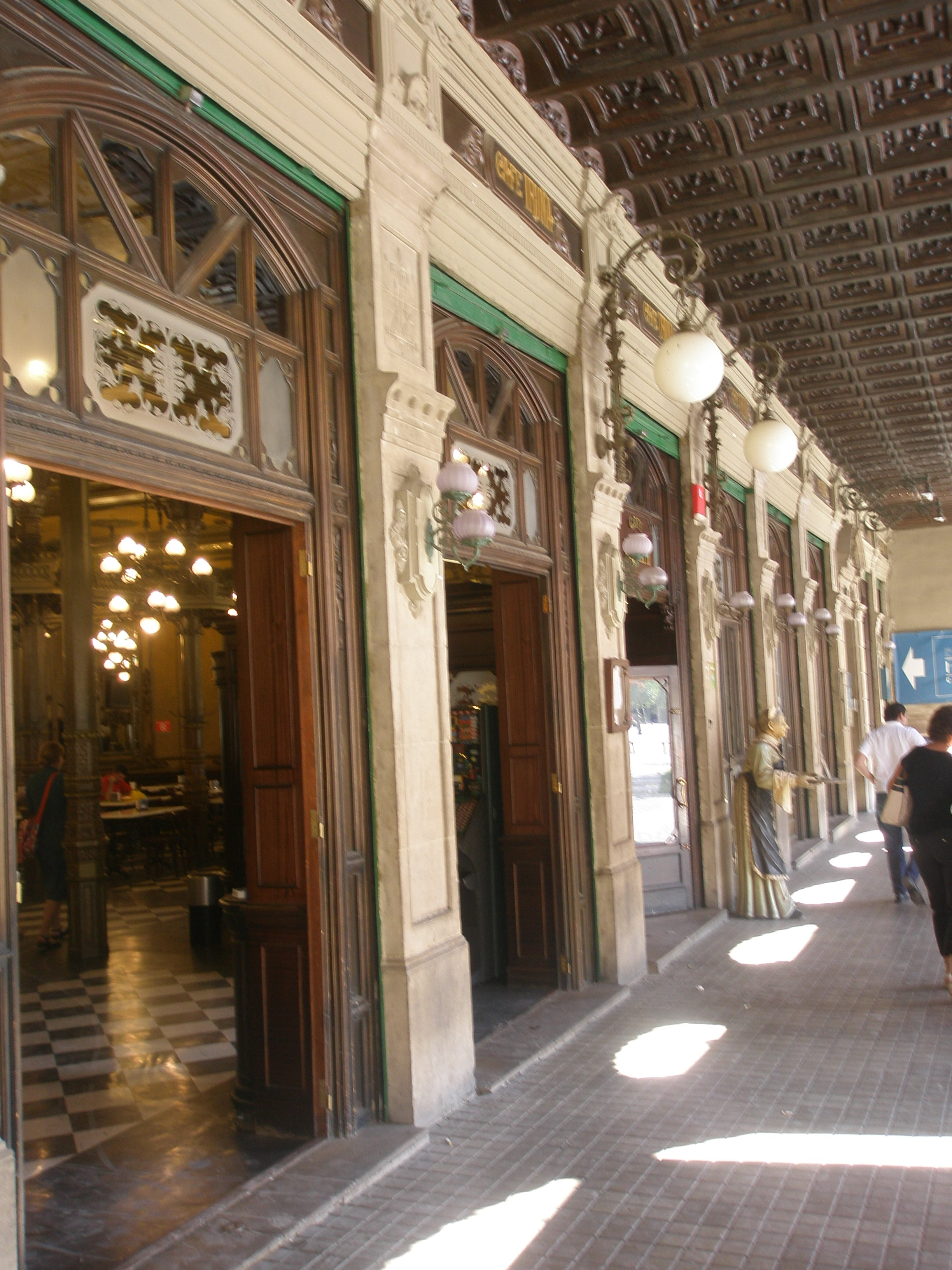
Café Iruña
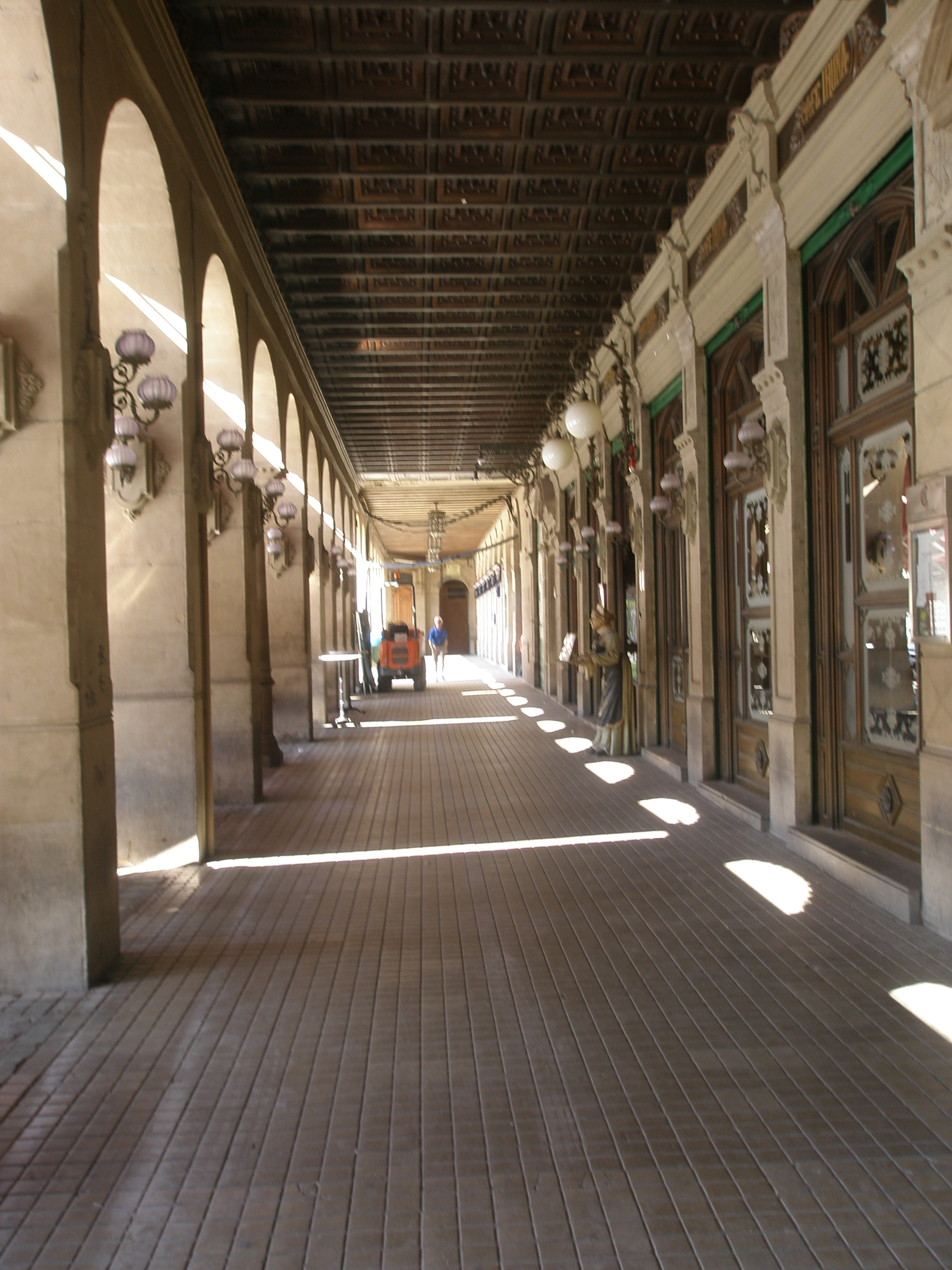
Portales junto al Café Iruña
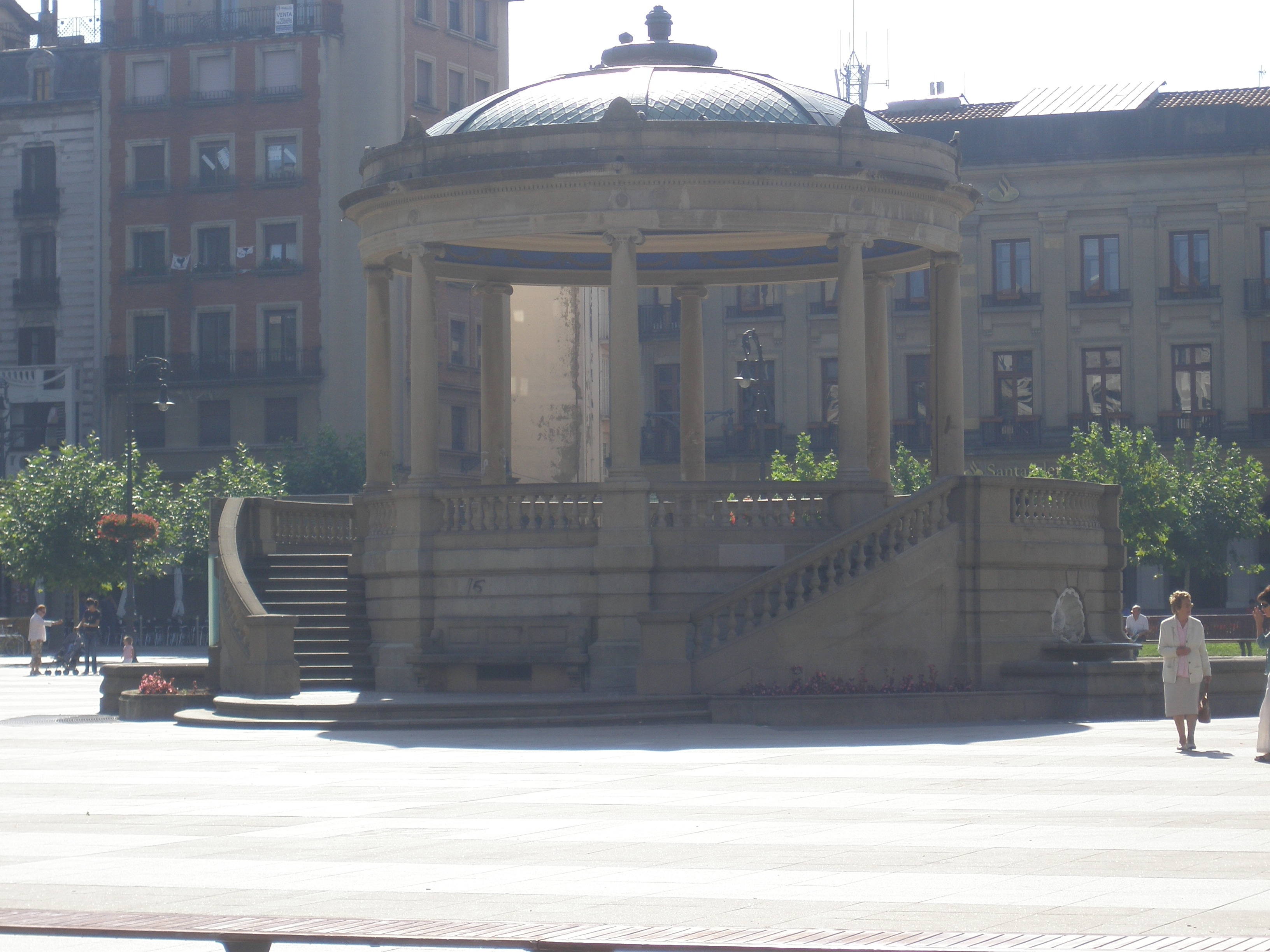
Quiosco.